# Масляный выключатель

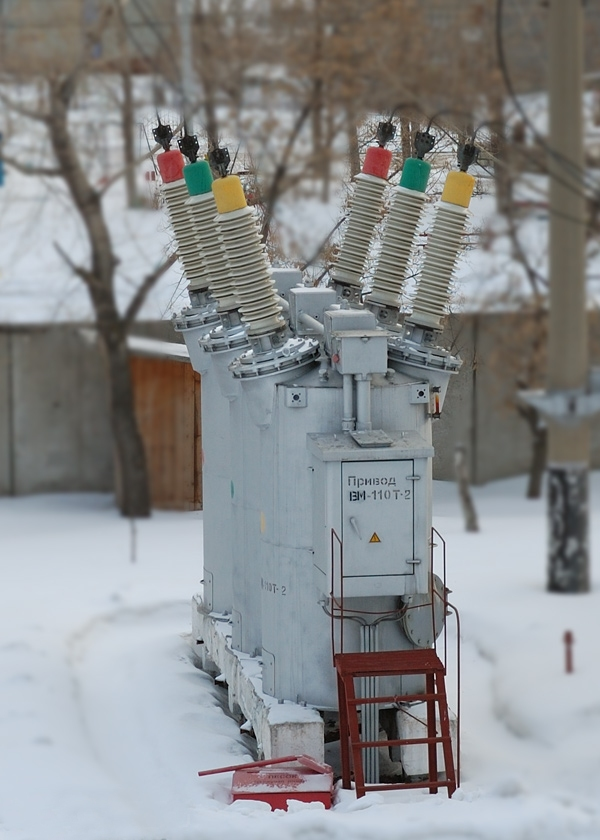
Баковый выключатель МКП-110 на тяговой подстанции, Тольятти

Масляный выключатель — коммутационный аппарат, предназначенный для оперативных включений и отключений отдельных цепей или электрооборудования в энергосистеме, в нормальных или аварийных режимах, при ручном или автоматическом управлении. Дугогашение в таком выключателе происходит в масле.

## Классификация
- Баковые
- Маломасляные (горшковые)

По принципу действия дугогасительного устройства:
- с автодутьём (давление и движение масла и газа происходит под действием энергии, выделяющейся из дуги)
- с принудительным масляным дутьём (масло к месту разрыва нагнетается с помощью специальных гидравлических механизмов)
- с магнитным гашением в масле (дуга под действием магнитного поля перемещается в узкие каналы)

## Баковые выключатели
Состоят из вводов, контактной и дугогасительной систем, которые помещены в бак, заполненный маслом. Для напряжений 3—20 кВ бывают однобаковыми (три фазы в одном баке) с ручным или дистанционным управлением, а для напряжений 35 кВ — трёхбаковыми (каждая фаза в отдельном баке) с дистанционным или автоматическим управлением, с автоматом повторного включения (АПВ). Масло изолирует фазы друг от друга (у однобаковых) и от заземлённого бака, а также служит для гашения дуги и изоляции разрыва между контактами в отключённом состоянии. При срабатывании выключателя сначала размыкаются контакты дугогасительных камер. Электрическая дуга, возникающая при размыкании этих контактов, разлагает масло, при этом сама дуга оказывается в газовом пузыре (до 70 % водорода), имеющем высокое давление. Водород и высокое давление в пузыре способствуют деионизации дуги. На выключателях для напряжений выше 35 кВ в дугогасительных камерах создаётся дутьё. Дугогасительная система может иметь несколько разрывов, которые увеличивают скорость растягивания дуги относительно скорости расхождения контактов. Разрывы могут помещаться в дугогасительные камеры, предназначенные для создания интенсивного газового дутья (дутьё может быть продольным или поперечным, в зависимости от направления движения масла относительно дуги). Для уравнивания напряжений (размера дуг) на контактах разрывы шунтируются. После погасания дуги траверсные контакты размыкаются, прерывая ток, протекающий через шунты.
Достоинства баковых выключателей:
- простота конструкции,
- высокие отключающие способности.

Недостатки:
- большие габариты,
- большой объём масла,
- взрыво- и пожароопасность.

## Маломасляные выключатели

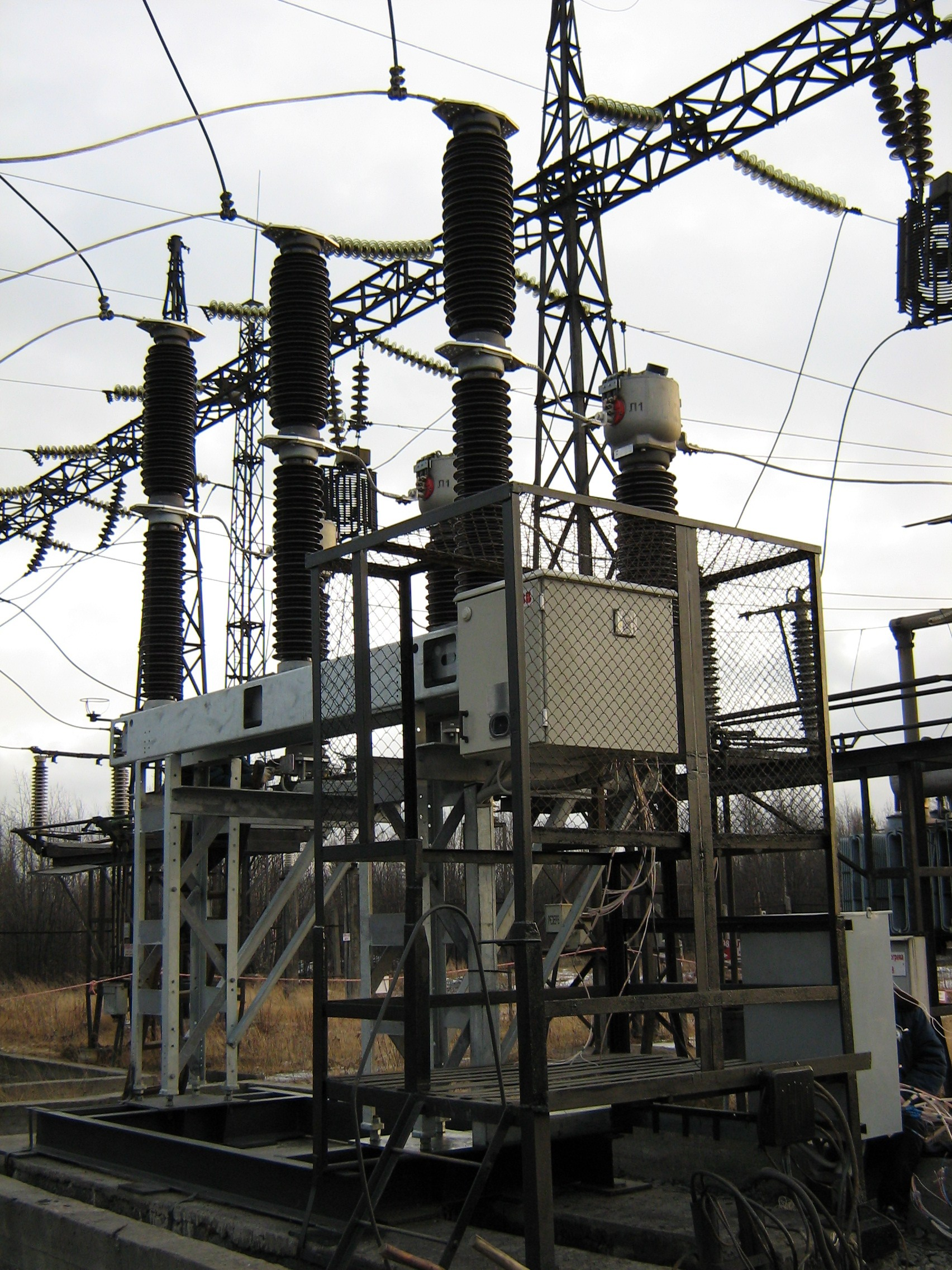
Элегазовый выключатель LTB-145

В маломасляных выключателях в качестве изоляции токоведущих частей друг от друга и дугогасительных устройств от земли применяются различные твёрдые изоляционные материалы (керамика и т. п.). Масло служит только для выделения газа. Каждый разрыв цепи снабжается отдельной камерой с дугогасительным устройством, обычно выполненным с поперечным дутьём. В отключённом положении подвижный контакт находится выше уровня масла для повышения электрической прочности разрыва, так как малый объём масла из-за загрязнённости продуктами разложения теряет свои диэлектрические свойства. Для удержания паров масла при гашении дуги от уноса вместе с продуктами разложения в конструкции предусмотрены маслоотделители. При больших номинальных токах применяются две пары контактов: рабочие и дугогасительные. Рабочие контакты находятся снаружи выключателя, а дугогасительные внутри. При помощи регулирования длины дугогасительных контактов обеспечивается отключение сначала рабочих контактов (без появления дуги), а затем — дугогасительных.

## Недостатки масляных выключателей
Общий недостаток масляных выключателей — малый ресурс работы, особенно на производствах, связанных с частыми коммутациями. Так, при использовании масляных выключателей при питании сталеплавильных печей их наработка до среднего капремонта — несколько дней. Для выключателя ВМГ-10, согласно инструкции, капремонт должен проводиться раз в 6 лет или при всего лишь 6 отключениях к.з. Вместе с вышесказанным (опасность взрыва при отключении, постоянный контроль за уровнем масла, небольшие допустимые отклонения по уровню при монтаже, необходимость достаточно мощных приводов включения и пр.) это привело к признанию масляных выключателей морально устаревшими и заменой их на более современные виды выключателей — вакуумные и элегазовые.